# Freyming-Merlebach
Freyming-Merlebach település Franciaországban, Moselle megyében. Lakosainak száma 13 069 fő (2022. január 1.). Freyming-Merlebach Betting, Cocheren, Hombourg-Haut és Saint-Avold községekkel határos.

## Népesség
A település népességének változása:
| Lakosok száma | 9712 | 16 214 | 15 224 | 13 490 | 13 278 | 13 059 | 12 818 | 12 725 | 12 840 | 13 069 |
|               | 1968 | 1982   | 1990   | 2006   | 2013   | 2015   | 2017   | 2019   | 2020   | 2022   |